# IPad mini 3
iPad mini 3（アイパッド ミニ スリー）とは、Appleによって開発及び販売されていたタブレット型コンピューターである。

## 概要
2014年10月16日に開催された特別イベントにおいて、iPad Air 2と同時に発表された。
Wi-Fi+CelluarモデルのLTE対応周波数帯域を含め、基本スペックは前年に発表された第2世代（本モデル発表後はiPad mini 2に名称変更）と同一となっており、違いとしてはカラーバリエーションにこれまでのスペースグレイとシルバーに加えゴールドが追加されたのと、指紋認証システムのTouch IDが搭載されたこと、同日発表のiPad Air 2と同様に1枚のSIMで複数の通信会社を選ぶことができるApple SIMに対応したことである。またストレージ容量もiPad Air 2やiPhone 6/iPhone 6 Plus同様に32GBモデルが省略されている。
2015年9月9日に開催された特別イベントにおいてiPad mini 4が発表、即日発売開始されたのを受けて終売している。

## iPadモデルの変遷
（横スクロールできる画像です）